# Einar Sahlsten
Einar Werner Sahlstein (født 30. maj 1887 i Kuopio, død 6. marts 1936 i Helsinki) var en finsk gymnast, som deltog i OL 1908 i London. 
Sahlstein var med på det finske hold i mangekamp ved OL i 1908. Finnerne opnåede her 405 point, hvilket var tredjebedst, mens Sverige med 438 point vandt konkurrencen, og Norge med 425 point blev nummer to.